# 2022년 로스콤나조르 정보 유출
2022년 3월 10일, 해킹 그룹 어나니머스는 로스콤나조르에서 820GB 상당의 문서를 빼돌려 유출시켰다고 주장했다. 이 문서는 DDoSecrets(Distributed Denial of Secrets)에 의해 공개되고 있다.
DDoSecrets는 누출에 대해 다음과 같이 썼다.
This dataset was released in the buildup to, in the midst of, or in the aftermath of a cyberwar or hybrid war. Therefore, there is an increased chance of malware, ulterior motives and altered or implanted data, or false flags/fake personas. As a result, we encourage readers, researchers and journalists to take additional care with the data.
이 데이터 모음은 사이버전 또는 하이브리드전의 초기, 도중, 혹은 이후에 공개되었다. 따라서 맬웨어, ulterior motives, 변조되거나 이식된 데이터, 또는 false flags/fake personas가 발생될 가능성을 높인다. 그러므로, 독자들, 연구원들, 그리고 언론인들이 데이터에 대해 추가적인 주의를 기울이도록 권장한다.